# Erysiphe adunca

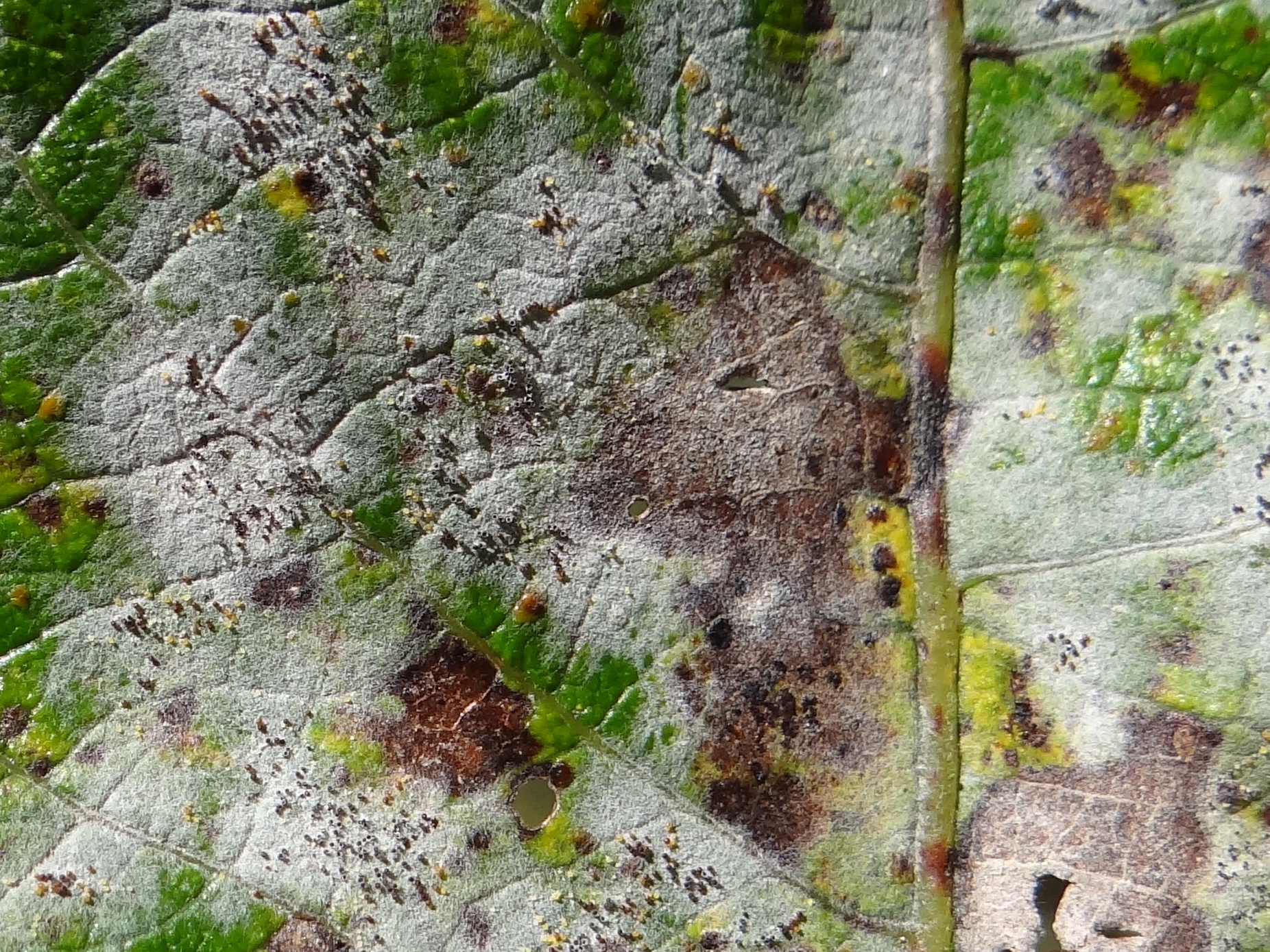
Fragment liścia wierzby iwy z grzybnią i klejstotecjami

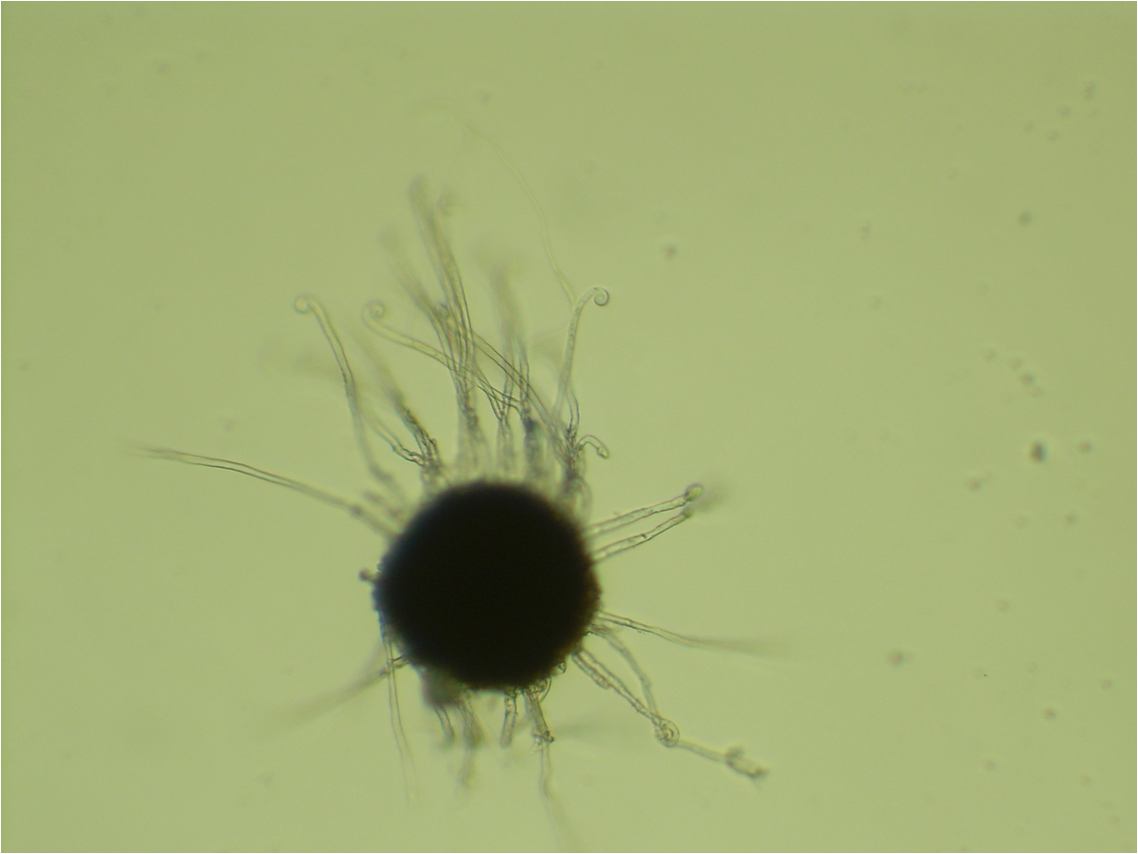
Klejstotecjum z przyczepkami

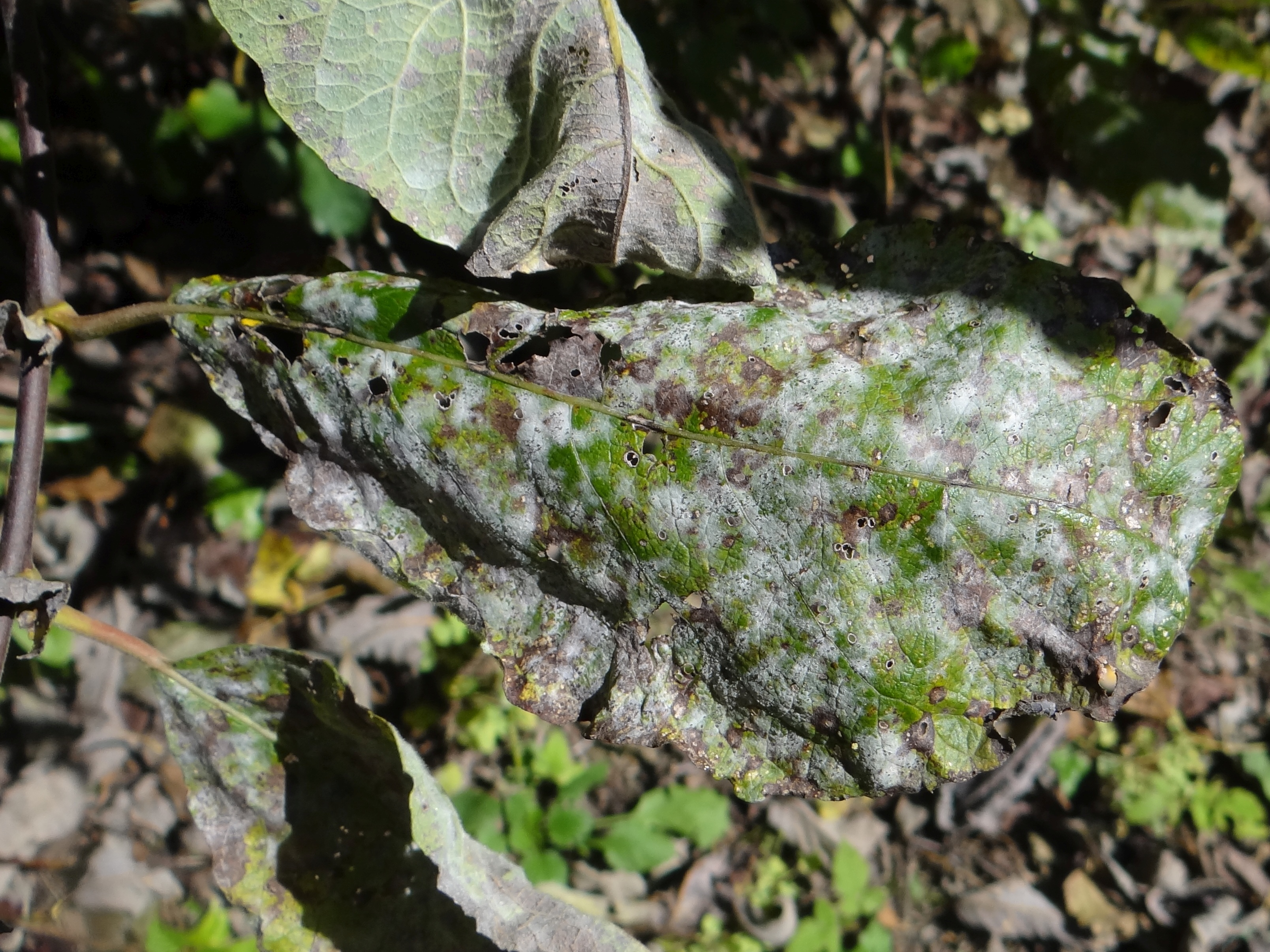
Liść wierzby iwy porażony przez mączniaka prawdziwego

Erysiphe adunca (Wallr.) Fr. – gatunek grzybów należący do rodziny mączniakowatych (Erysiphaceae). Pasożyt wywołujący u wierzb i topoli chorobę o nazwie mączniak prawdziwy.

## Systematyka i nazewnictwo
Pozycja w klasyfikacji według Index Fungorum: Erysiphe, Erysiphaceae, Helotiales, Leotiomycetidae, Leotiomycetes, Pezizomycotina, Ascomycota, Fungi. 
Po raz pierwszy zdiagnozował go w 1819 r. Carl Friedrich Wallroth nadając mu nazwę Alphitomorpha adunca. Lektotypem była topola czarna (Populus nigra). Obecną, uznaną przez Index Fungorum nazwę nadał mu w 1829 r. Elias Fries.
Synonimy:
- Alphitomorpha adunca Wallr. 1819
- Alphitomorpha guttata var. salicis (DC.) Wallr. 1819
- Erysiphe adunca (Wallr.) Fr. 1829 var. adunca
- Erysiphe adunca var. regularis (R.Y. Zheng & G.Q. Chen) U. Braun & S. Takam. 2000
- Erysiphe adunca var. salicis-gracilistylae (Homma) U. Braun & S. Takam. 2000
- Erysiphe salicis DC. 1805
- Uncinula adunca (Wallr.) Lév. 1851
- Uncinula adunca (Wallr.) Lév. 1851 var. adunca
- Uncinula adunca var. regularis (R.Y. Zheng & G.Q. Chen) U. Braun 1982
- Uncinula adunca var. salicis-gracilistylae (Homma) U. Braun 1982
- Uncinula regularis R.Y. Zheng & G.Q. Chen 1977
- Uncinula salicis (DC.) G. Winter 1884
- Uncinula salicis (DC.) G. Winter 1884 f. salicis
- Uncinula salicis (DC.) G. Winter 1884 var. salicis
- Uncinula salicis-gracilistylae Homma 1930

## Morfologia
Grzyb mikroskopijny. Grzybnia rozwija się na obydwu powierzchniach liścia w postaci oddzielnych kolonii, czasami zlewających się z sobą i obejmujących całą powierzchnię liścia. Wygląda jak biały mączysty nalot i jest cienka lub średnio gruba. Zarodniki konidialne odrywają się pojedynczo. Są elipsoidalno-cylindryczne o rozmiarach 25–35 × 12,5–18 μm. Strzępka rostkowa krótka z płatowatym appressorium. Ciemnobrązowe klejstotecja wyrastają w grupkach lub w rozproszeniu. Mają średnicę około  95–170 μm i kształt nieregularnego wielokąta o zaokrąglonych narożach. Przyczepki bardzo liczne, wyrastające w strefie równikowej klejstotecjów. Liczba przyczepek wynosi  (20–) 40–80 (–100), a ich długość 0,75–1,2 średnicy klejstotecjum. Są proste lub zakrzywione i powyginane. Mają średnicę 4–11 μm, są równo grube na całej długości, lub ich grubość nieznacznie rośnie ku wierzchołkowi. Są cienkościenne, hialinowe i bez  przegród, czasami z jedną przegrodą u nasady. Mają gładką powierzchnię, czasami tylko szorstką nieco poniżej wierzchołka. W jednym klejstotecjum od 4 do 15 worków o rozmiarach 45–90 × 25–55 μm. W każdym worku powstaje 3–6 elipsoidalnych lub jajowatych askospor o rozmiarach 18–3.5 × 10–18 μm.

## Występowanie
Jest szeroko rozprzestrzeniony w całej Europie i niemal całej Azji (od Iranu do Azji Środkowej, Syberii, Chin, Korei, Indii, Pakistanu, Mongolii, na Dalekim Wschodzie ZSRR, Japonia). Występuje także w całej Ameryce Północnej. W Polsce pospolity, w piśmiennictwie naukowym pod nazwą Uncinula adunca podano jego występowanie na licznych stanowiskach i na wielu gatunkach wierzb i topoli.
Rozwija się na wielu gatunkach roślin w obrębie rodziny wierzbowatych (Salicaceae). Jego żywicielami są następujące rodzaje: Chosenia, Populus, Salix.

## Szkodliwość
Na wierzbach pasożytują dwa gatunki mączniakowców: Erysiphe adunca oraz Phyllactinia guttata. Rozróżnić je można mikroskopowo: Phyllactinia guttata ma przyczepki igiełkowate. 
Obydwa powodują podobne objawy chorobowe: ogólne osłabienie rośliny, obumieranie liści i ich przedwczesne zrzucanie, zahamowanie rozwoju. Ponawiające się przez kolejne lata epidemie tej choroby znacznie osłabiają roślinę i czynią ją podatną na atak innych patogenów.